# Luciano Rezzolla
Luciano Rezzolla (Milano, 25 settembre 1967) è un astrofisico italiano, titolare della cattedra di astrofisica teorica alla Goethe Universität di Francoforte sul Meno.
I suoi principali campi di studi sono la fisica e l'astrofisica di oggetti compatti, quali i buchi neri e le stelle di neutroni. Nel 2019, gli è stato conferito il titolo onorario di Andrews Professor of Astronomy al Trinity College di Dublino (TDC).

## Istruzione
Rezzolla ha conseguito la laurea in fisica all'Università di Bari e all'Università di Trieste. Dopo un anno nella Marina Italiana come ufficiale sul sottomarino  Gazzana, ha studiato presso la SISSA e ha ottenuto un dottorato di ricerca nel 1997, sotto la supervisione di John C. Miller.

## Carriera accademica
Dopo aver completato un postdoc all'Università dell'Illinois - Urbana-Champaign, dove si è occupato di studiare buchi neri e stelle di neutroni, Rezzolla è tornato alla SISSA come ricercatore e in seguito come professore associato. Nel 2006 è diventato responsabile della sezione di relatività numerica all'Istituto Max Planck per la fisica gravitazionale a Potsdam, in Germania, specializzandosi nelle simulazioni numeriche di sistemi binari di buchi neri e stelle di neutroni. Nel 2013 si è trasferito alla Goethe Universität di Francoforte per occupare la cattedra di astrofisica teorica. Dal 2017, è direttore dell'Istituto di fisica teorica a Francoforte. 
Rezzolla studia oggetti compatti come buchi neri e stelle di neutroni nel contesto della relatività generale, della idrodinamica e della magnetoidrodinamica relativistiche, utilizzando metodi analitici e numerici.
Nel 2001, insieme ai suoi collaboratori, ha dimostrato che le oscillazioni soprannominate r-modes nelle stelle di neutroni generano rotazioni differenziali, il che porterebbe all'amplificazione del campo magnetico e alla soppressione delle instabilità. Nel 2003, Rezzolla ha proposto un nuovo modello di QPO (Quasi-Periodic Oscillation, oscillazioni quasiperiodiche) ad alta frequenza nello spettro dei raggi X di sistemi binari, considerandole in termini di oscillazioni in p-mode del disco di accrescimento attorno al buco nero.
Nel 2011, insieme ai suoi colleghi, ha dimostrato che la fusione di stelle di neutroni magnetizzate porta alla formazione di un buco nero con un disco di accrescimento altamente magnetizzato, il quale provoca lo sviluppo di un jet ad alta energia che fornisce un collegamento tra il modello teorico e l'osservazione di jet con gamma-ray burst (lampi gamma). Nel 2013, insieme a Heino Falcke, Rezzolla ha proposto che quelli da loro rinominati "blitzars" potrebbero essere una spiegazione dei lampi radio veloci (fast radio bursts). I blitzars si genererebbero quando una stella di neutroni rotante, che possiede una massa troppo elevata per essere considerata stabile (supermassiccia), perde momento angolare e campo magnetico, diventando instabile e trasformandosi in un buco nero.
Rezzolla non solo si interessa di questioni legate ai buchi neri, ma anche di strutture esotiche, come le stelle di bosoni, i wormholes, le singolarità nude e le gravastar. Ad esempio, ha escluso che la fusione dei buchi neri recepita dal segnale GW150914 sia associabile al modello di gravastar. Inoltre, ha anche escluso che le osservazioni del buco nero nella galassia M86 attraverso l'EHT derivino da wormholes o da singolarità nude.
Nel 2014, insieme a Heino Falcke e Michael Kramer, ha ricevuto un Synergy Grant di 14 milioni di euro dalla ERC (European Research Council) e destinati alla ricerca sui buchi neri e alla costruzione di una Black Hole Camera mendiante l'Event Horizon Telescope (EHT). Ciò ha reso possibile testare la teoria della relatività generale con la realizzazione dell'immagine dell'ombra di un buco nero. A partire dal 2015, in qualità di membro della Executive Board della Collaborazione EHT, ha contribuito all'obiettivo di generare la prima immagine del buco nero supermassiccio al centro della galassia ellittica supergigante Messier 87 (M87). Infatti, ha studiato e interpretato teoricamente le osservazioni del suddetto buco nero attraverso l'EHT, avvenute nel 2017 e presentate al pubblico nell'aprile del 2019. Insieme al suo gruppo a Francoforte ha eseguito delle simulazioni numeriche delle immagini del buco nero, le quali, per via della distorsione spazio-temporale dei suoi campi gravitazionali, appaiono alterate.

## Riconoscimenti
I premi che Rezzolla ha vinto includono: 
- nel 2017 il Karl-Schwarzschild Prize

- nel 2019 il Frankfurter Physics Science Prize [13]

- nel 2019 il NSF Diamond Achievement Award (condiviso con la collaborazione EHT)

- nel 2019 il Breakthrough Prize in Fundamental Physics (condiviso con la collaborazione EHT)

- nel 2020 il Premio Bruno Rossi (condiviso con la Collaborazione EHT)

- nel 2020 la Medaglia Albert Einstein (condivisa con la Collaborazione EHT)

- nel 2025 il Sigillo d'oro dell'Università di Bari

Rezzolla è anche stato nominato come "Outstanding Personality 2019" dal Consiglio di Francoforte sul Meno nel 2019.

## Opere
- Insieme a Olindo Zanotti, ha scritto il libro di testo Relativistic Hydrodynamics (2013).
- Relativistic Hydrodynamics, Oxford, Oxford University Press, 3 agosto 2017, ISBN 9780198807599. (reprint edition)
- L'irresistibile attrazione della gravità: viaggio alla scoperta dei buchi neri, Milano, Rizzoli, 27 ottobre 2020, ISBN 9788817153997.

## Vita personale
Rezzolla è appassionato di vela; vive a Potsdam con sua moglie Carolin Schneider e i suoi tre figli Anna, Emilia e Dominik.